# NAD+キナーゼ
NAD+キナーゼ（NAD+ kinase、NADK、EC 2.7.1.23）は、ニコチンアミドアデニンジヌクレオチド（NAD+）をニコチンアミドアデニンジヌクレオチドリン酸（NADP+）に変換する酵素で、NAD+は補酵素である。NADP+は代謝や脂肪酸の合成のような生合成経路に使われる欠くことのできない重要な補酵素である。NADKの構造は古細菌のArchaeoglobus fulgidusから決定された 。
反応
ATP + NAD(+) ⇔ ADP + NADP(+)